# Sidoarjo Satu Jatibaru
Sidoarjo Satu Jatibaru is een bestuurslaag in het regentschap Deli Serdang van de provincie Noord-Sumatra, Indonesië. Sidoarjo Satu Jatibaru telt 1639 inwoners (volkstelling 2010).